# یوخاری لگر
یوخاری لگر (به ترکی آذربایجانی: Yuxarı Ləgər، به زبان لزگی: Вини Лекьер) یک منطقه مسکونی در جمهوری آذربایجان است که در شهرستان قوسار واقع شده است. یوخاری لگر ۵۶۵ نفر جمعیت دارد.